# Gallerie nazionali d'arte antica
Le Gallerie nazionali d'arte antica sono un'istituzione museale di Roma articolata in due distinte sedi espositive, una a Palazzo Barberini e l'altra a Palazzo Corsini.
Il palazzo Barberini fu progettato per papa Urbano VIII da Carlo Maderno (1556–1629) sulla precedente collocazione di Villa Sforza. Il soffitto del salone centrale fu decorato da Pietro da Cortona con il panegirico Allegoria della Divina Provvidenza e del potere Barberini per glorificare la famiglia Barberini.
Il palazzo Corsini, noto in precedenza come palazzo Riario, è un edificio del XV secolo risistemato nel XVIII secolo dall'architetto Ferdinando Fuga per il cardinale Neri Maria Corsini.
La collezione della galleria comprende lavori di Bernini, Caravaggio, van Dyck, Holbein, Beato Angelico, Lippi, Lotto, Preti, Poussin, El Greco, Raffaello, Tiepolo, Tintoretto, Rubens, Murillo, Ribera e Tiziano.

## Opere principali

### Palazzo Barberini
Andrea del Sarto

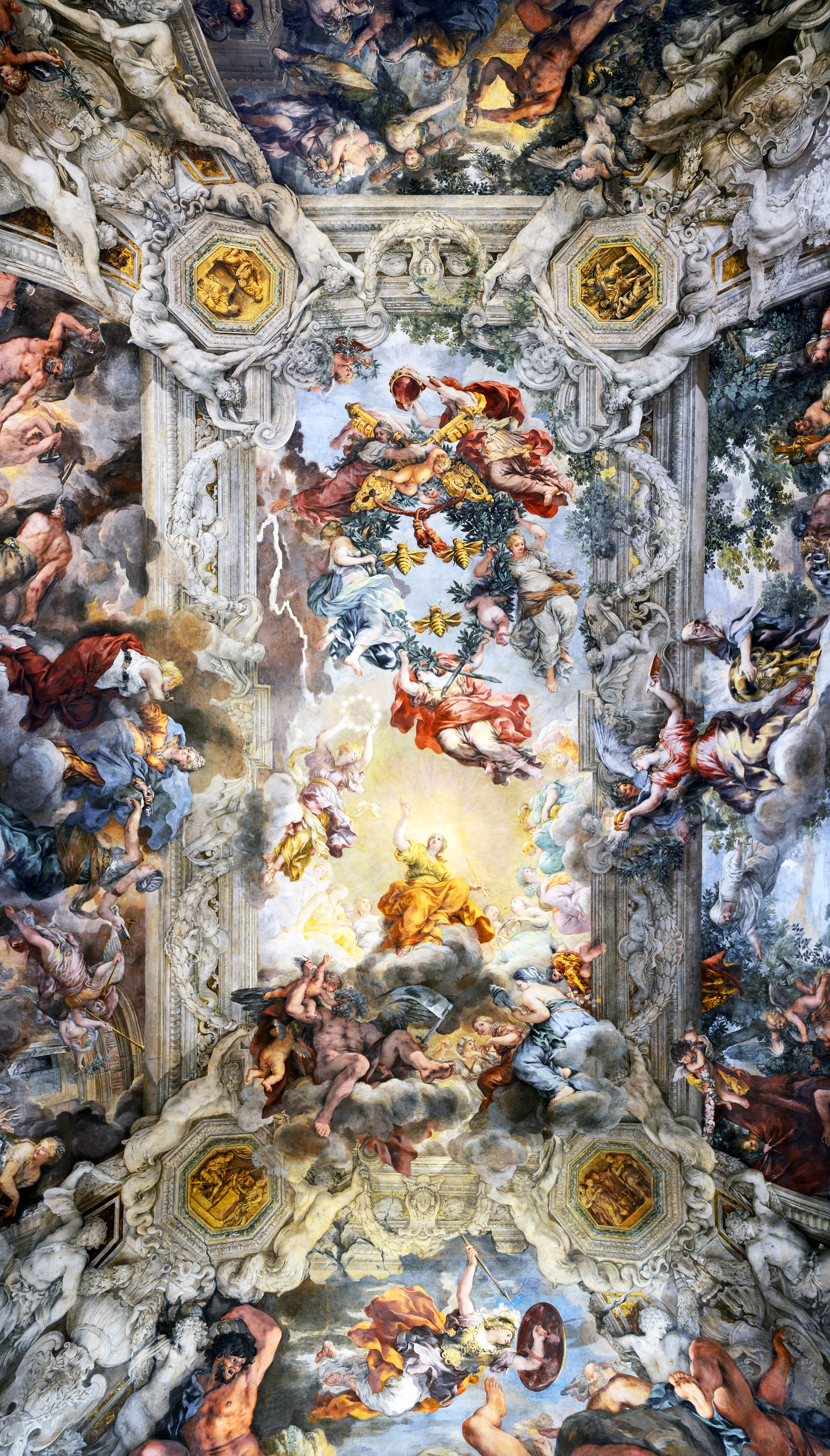
Palazzo Barberini, Trionfo della Divina Provvidenza di Pietro da Cortona sul soffitto del Salone.

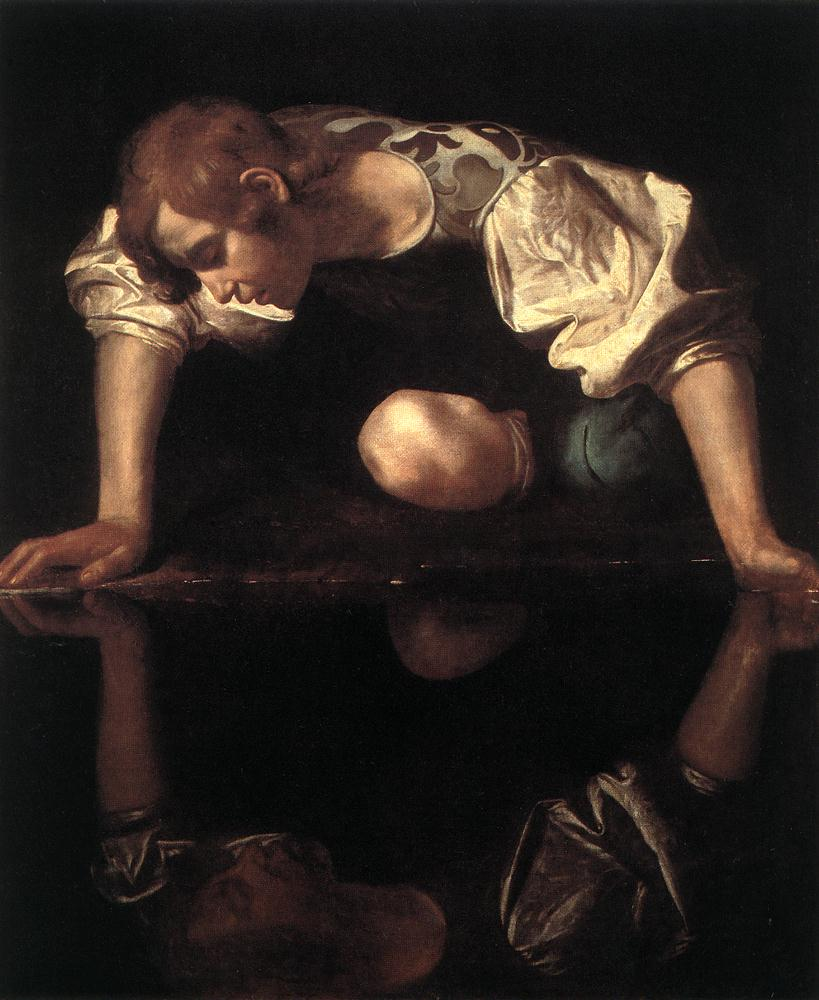
Il Narciso di Caravaggio.

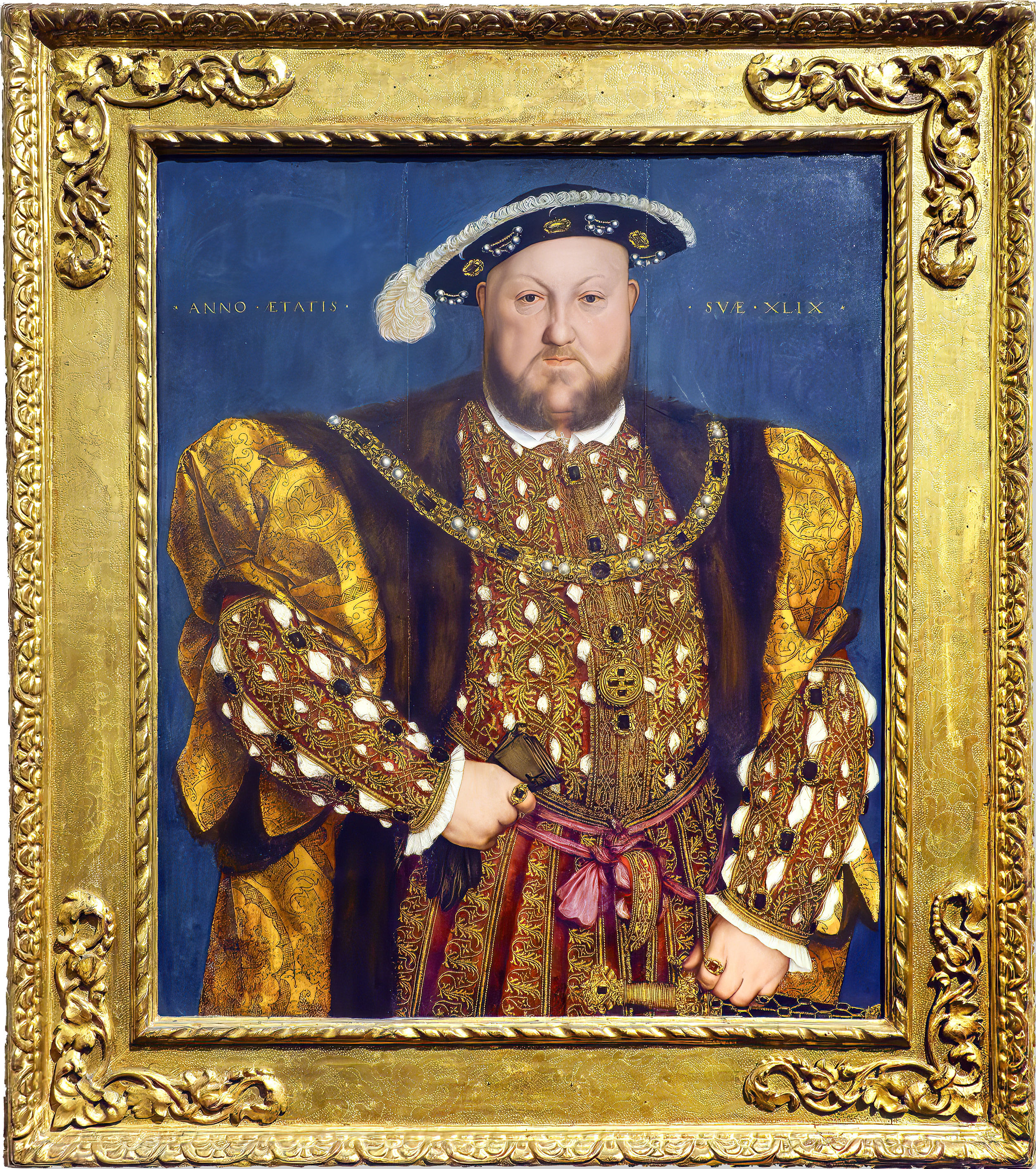
Ritratto di Enrico VIII, Hans Holbein.

- Sacra Famiglia Barberini, 1528 circa

Bartolomeo Veneto
- Ritratto di gentiluomo

Pompeo Batoni
- Ritratto di Abbondio Rezzonico
- Ritratto di Sir Henry Peirse
- Agar e l’angelo

Gian Lorenzo Bernini
- Ritratto di Urbano VIII
- Busto di Urbano VIII
- Busto di Clemente X

Agnolo Bronzino
- Ritratto di Stefano Colonna

Canaletto
- Il Canal Grande
- Piazza San Marco e piazzetta verso Sud
- Ponte di Rialto
- La piazzetta con la biblioteca di San Marco
- Veduta di piazza San Marco con le Procuratie

Caravaggio
- Giuditta e Oloferne, 1599
- Narciso, 1599
- San Francesco in meditazione, 1605

El Greco
- Adorazione dei pastori
- Battesimo di Cristo

Pedro Fernández da Murcia
- Visione del beato Amedeo Menez da Sylva, 1513 circa

Garofalo
- La vestale Claudia Quinta traina la nave con la statua di Cibele

Artemisia Gentileschi
- Autoritratto

Giulio Romano
- Madonna col Bambino (Madonna Herz), 1522-1523

Guercino
- Et in Arcadia ego, 1618-1622

Hans Holbein
- Ritratto di Enrico VIII

Giovanni Lanfranco
- Venere suona l'arpa

Filippo Lippi
- Madonna di Tarquinia, 1437
- Annunciazione e due donatori, 1440-1445

Lorenzo Lotto

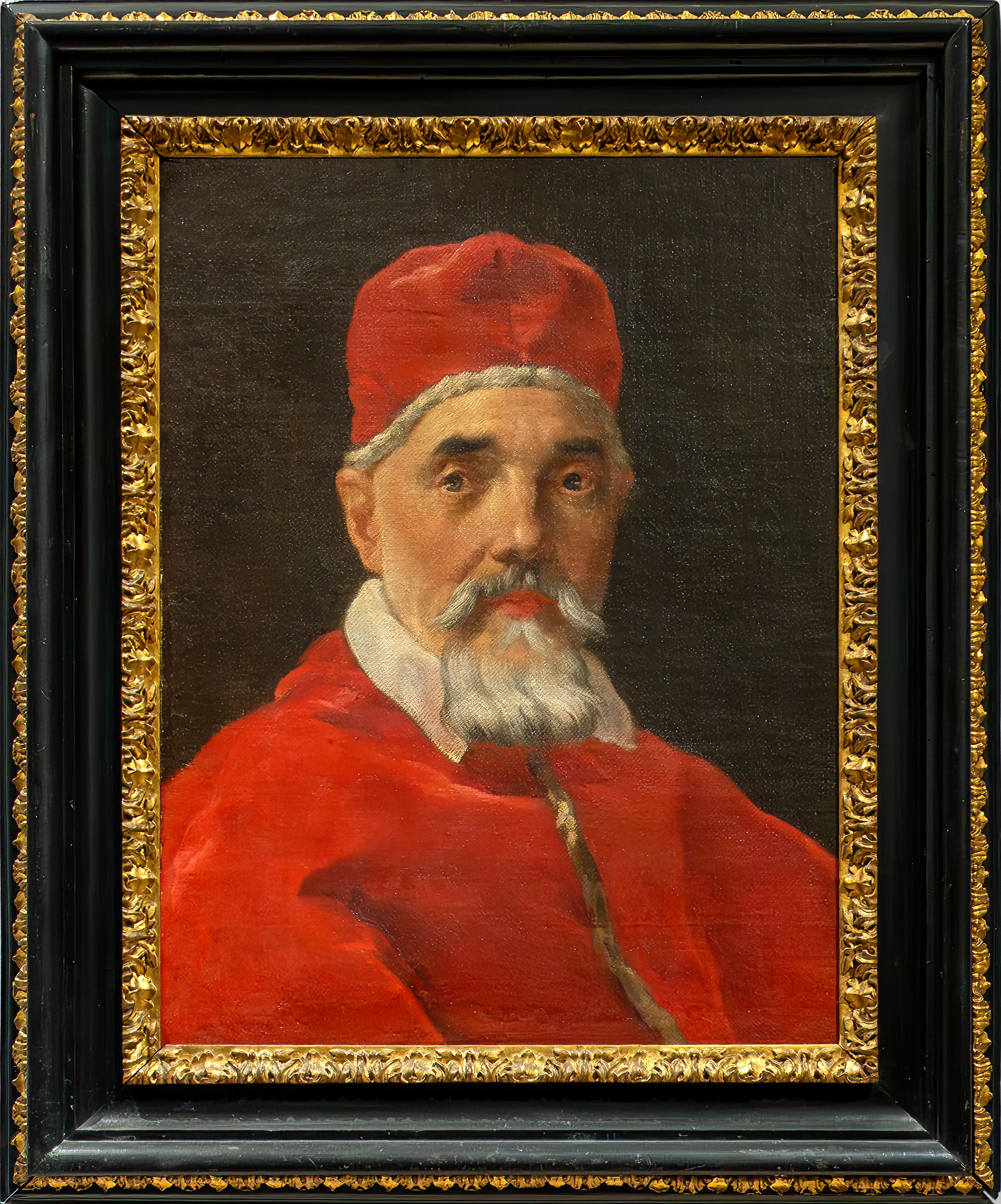
Ritratto di Papa Urbano VIII - Gian Lorenzo Bernini.

- Matrimonio mistico di santa Caterina d'Alessandria e santi, 1524

Quentin Massys
- Ritratto di Erasmo da Rotterdam

Pierre-Étienne Monnot
- Modello del monumento funebre di Innocenzo XI Odescalchi, 1697 ca.

Perugino
- San Filippo Benizi

Piero di Cosimo
- Maddalena

Pietro da Cortona
- Angelo custode

Pittore romano
- Madonna advocata e Cristo benedicente

Nicolas Poussin
- Paesaggio con Agar e l'angelo

Aniello Falcone
- L' anacoreta

Mattia Preti
- Allegoria dei cinque sensi, 1641-1646 (insieme al fratello Gregorio)
- Fuga da Troia, 1630 circa

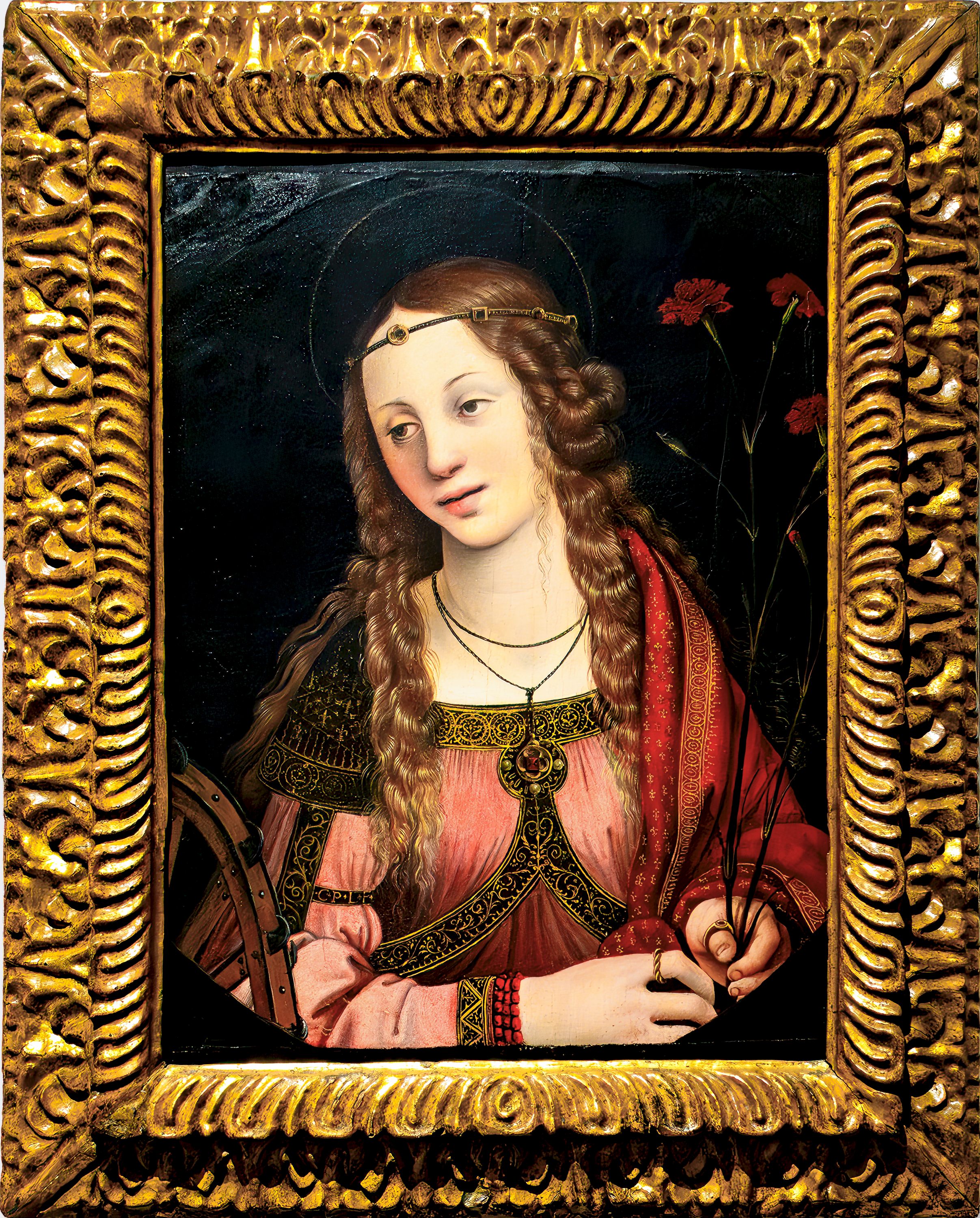
Santa Caterina d'Alessandria - Callisto Piazza di Lodi.

- Santa Caterina d'Alessandria - Callisto Piazza di Lodi.Banchetto del ricco epulone, 1655 ca.

Raffaello
- La Fornarina, 1518-1519

Guido Reni
- Maddalena penitente. (1631-1632 ca.)

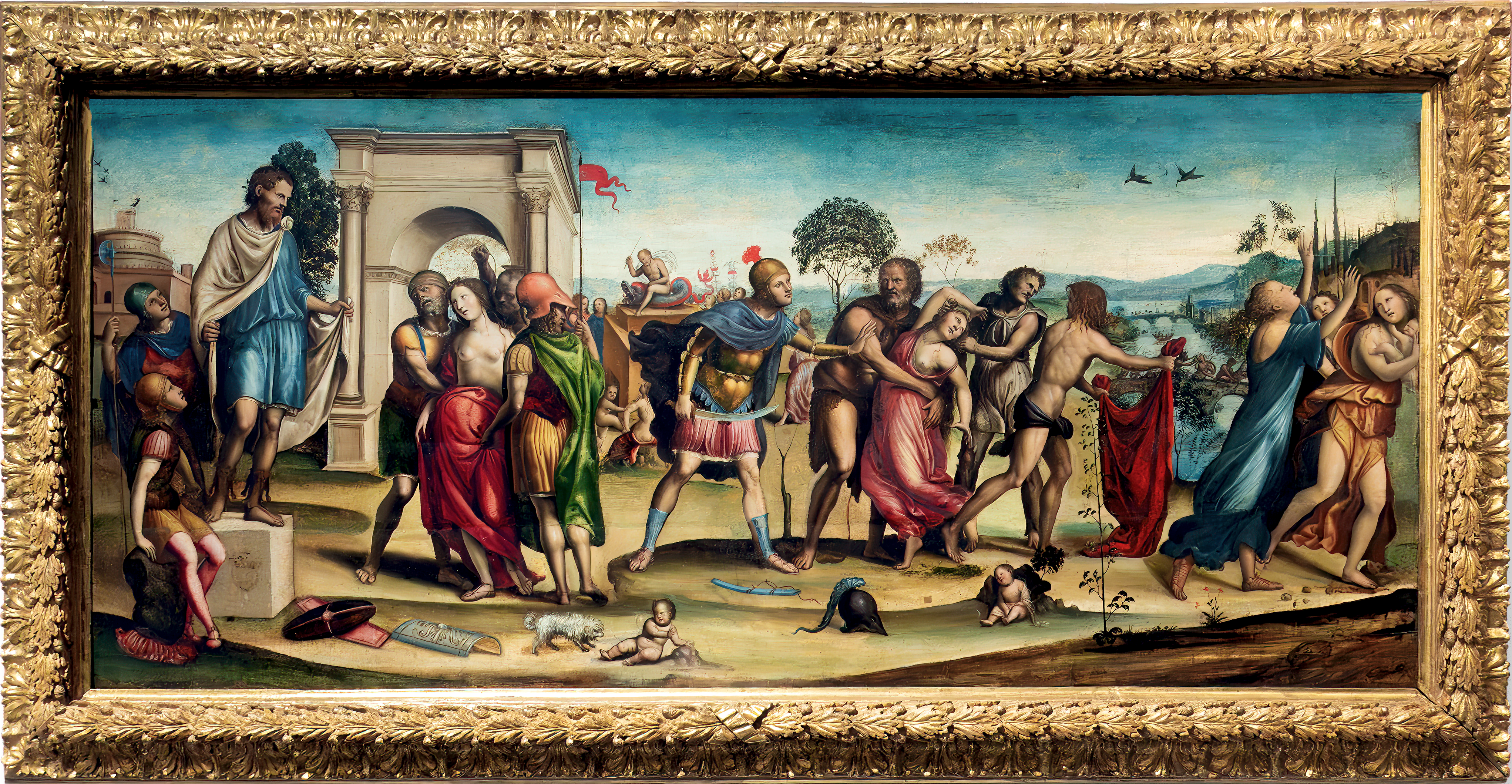
Ratto delle Sabine - Giovanni Antonio Bazzi detto Sodoma.

- Ritratto di Beatrice Cenci

Giovanni Battista Tiepolo
- Satiro e amorino

Tintoretto
- Ratto delle Sabine - Giovanni Antonio Bazzi detto Sodoma.Cristo e l'adultera

Tiziano
- Venere e Adone, 1560 circa

Simon Vouet
- Busto di Gentiluomo di Jean Jaques Caffieri.La buona ventura

Gaspar van Wittel
- La passeggiata di Villa Medici

Valentin de Boulogne

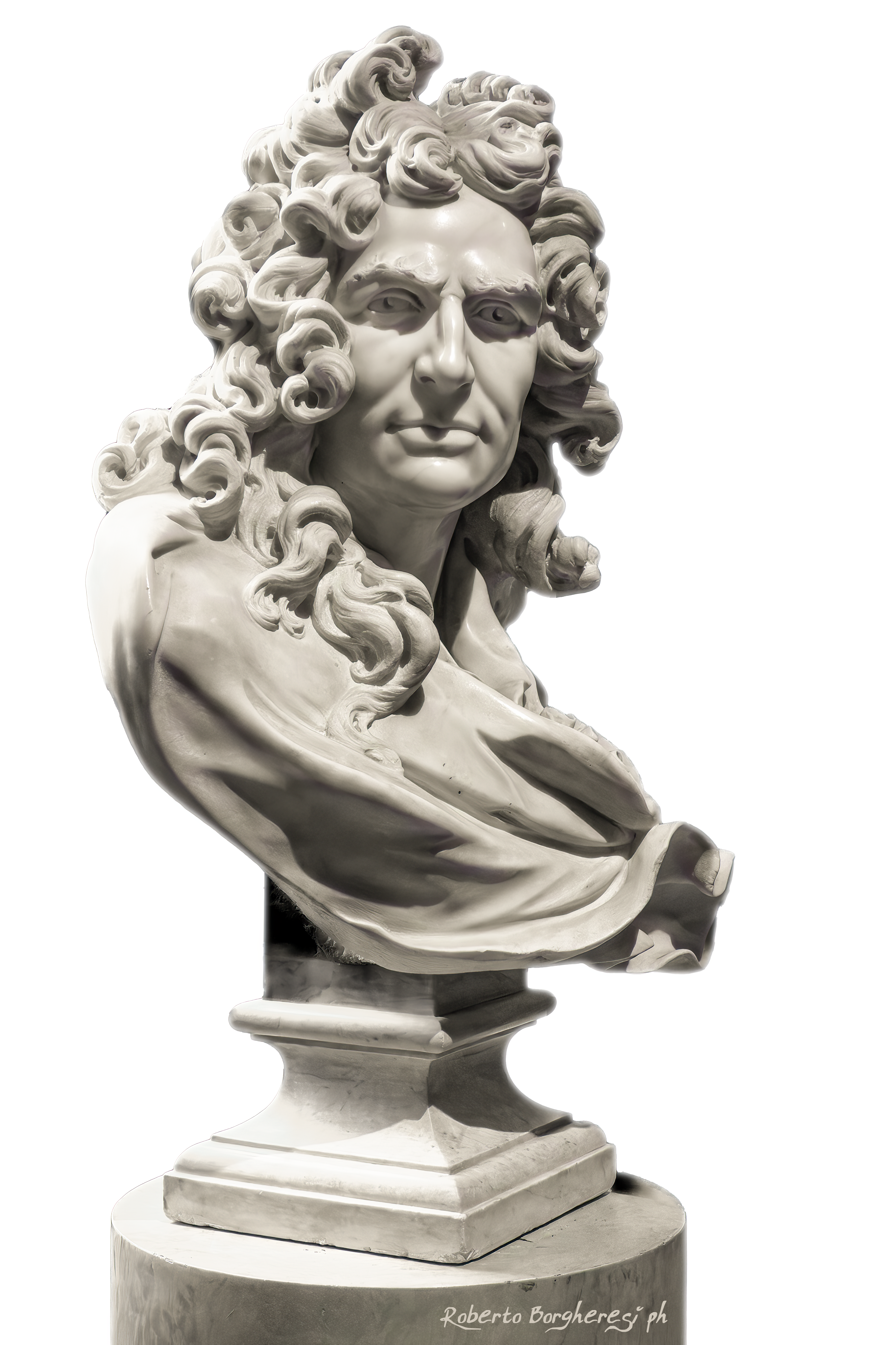
Busto di Gentiluomo di Jean Jaques Caffieri.

- La cacciata dei mercanti dal tempio

### Palazzo Corsini
- Andrea del Sarto
  - Madonna col Bambino
- Baciccio

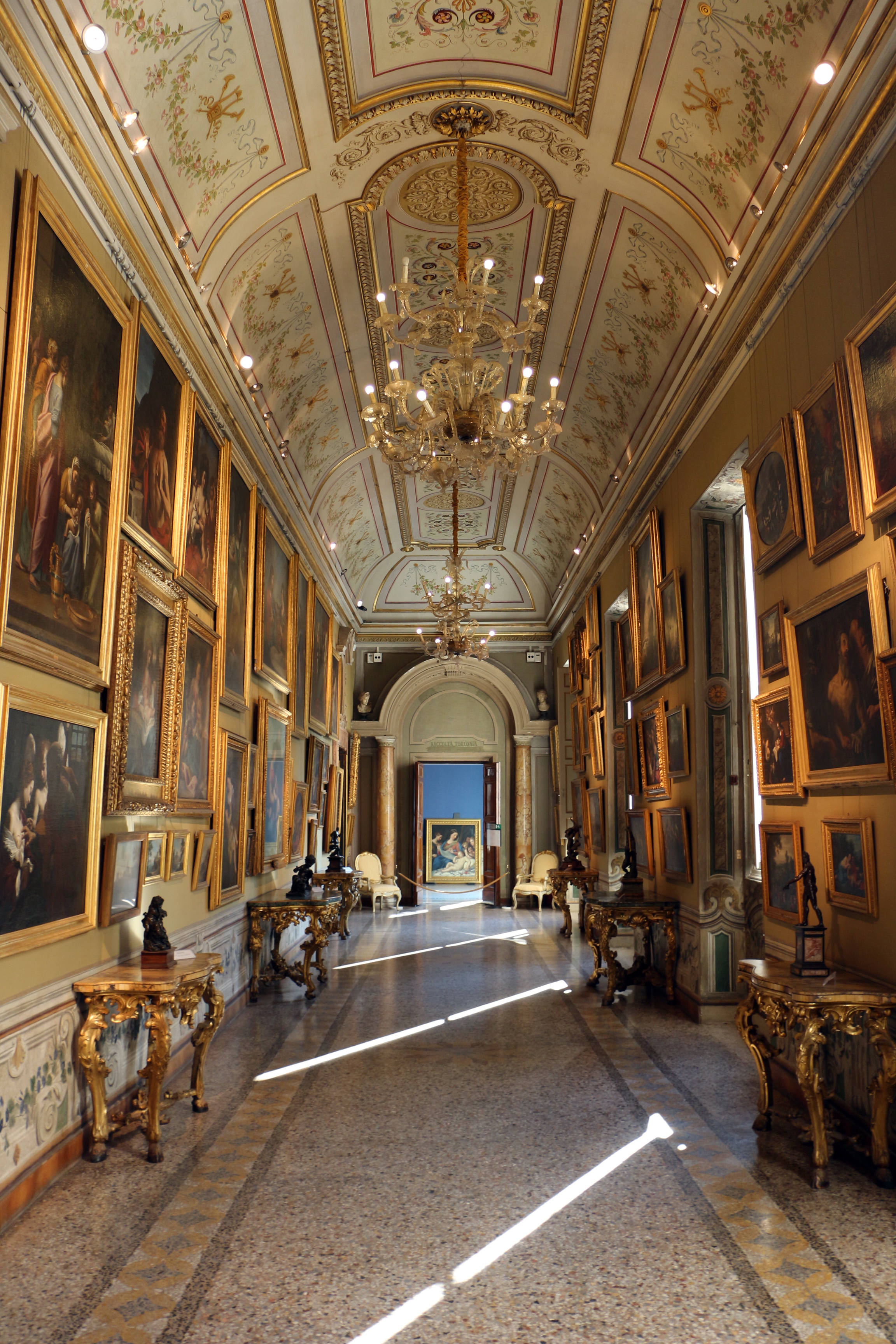
Quadreria di Palazzo Corsini.

  - Ritratto del cardinale Neri Corsini
- Jacopo Bassano
  - Adorazione dei pastori
- Beato Angelico
  - Trittico del Giudizio Universale
- Marco Benefial
  - Visione di santa Caterina Fieschi
- Christian Berentz
  - Lo spuntino elegante
- Caravaggio
  - San Giovanni Battista
- Rosalba Carriera
  - I quattro elementi
- Fra Bartolomeo
  - Sacra Famiglia
- Orazio Gentileschi
  - Madonna col Bambino
- Luca Giordano
  - La disputa di Gesù tra i dottori
- Giovanni da Milano
  - Polittico con Storie di Cristo
- Giovanni Lanfranco
  - San Pietro cura sant'Agata in prigione
- Carlo Maratta
  - Rebecca ed Eliazer al pozzo
- Bartolomé Esteban Murillo
  - Madonna col Bambino
- Giambattista Piazzetta
  - Giuditta e Oloferne
- Mattia Preti
  - Tributo della moneta
- Nicolas Poussin
  - Trionfo di Ovidio
- Guido Reni
  - Salomè con la testa di Giovanni Battista
- Jusepe de Ribera
  - Venere e Adone
- Salvator Rosa
  - Supplizio di Prometeo
- Peter Paul Rubens
  - San Sebastiano curato dagli angeli
  - Studio di testa
- Simon Vouet
  - Erodiade con la testa del Battista

## Nuove acquisizioni
Il museo, grazie all'autonomia Museale, ha potuto rinvigorire l'importantissima attività di acquisizione di opere.
Principali opere acquistate:
- Pompeo Batoni, Ritratto di Abbondio Rezzonico, 1766, olio su tela.
- Pierre-Étienne Monnot, Modello del monumento funebre di Innocenzo XI Odescalchi, 1697 ca., legno dipinto e terracotta dorata, 287 × 125 × 55 cm.
- Giovanni Lanfranco, Morte di Cleopatra, 1630, olio su tela, 100 × 143 cm.
- Simone Cantarini detto il Pesarese, Ritratto del Cardinale Antonio Barberini, 1631, olio su carta applicata su tela, 48 × 36 cm.